# Анна Кристина фон Саксония-Вайсенфелс
Вижте пояснителната страница за други личности с името Анна Саксонска.
Анна Кристина фон Саксония-Вайсенфелс (на немски: Anna Christine von Sachsen-Weißenfels; * 27 юли 1690, Вертхайм; † 5 март 1763, Виена) от рода на Албертинските Ветини, е принцеса от Саксония-Вайсенфелс.

## Живот
Тя е дъщеря на херцог Албрехт фон Саксония-Вайсенфелс (1659 – 9 май 1692) и съпругата му Кристина Терезия фон Льовенщайн-Вертхайм-Рошфор (1665 – 1730). След смъртта на баща ѝ нейната майка се омъжва на 8 май 1695 г. в Бохемия за принц Филип Еразмус фон Лихтенщайн (1664 – 1704).
Анна Кристина не се омъжва. Тя умира на 5 март 1763 г. на 72 години във Виена и е погребана във фамилната гробница в дворцовата църква на двореца Ной-Августусбург във Вайсенфелс.